# Martín Hidalgo
Emilio Martín Hidalgo Conde (Lima, 15 de junio de 1976) es un exfutbolista peruano. Jugaba de lateral izquierdo.

## Trayectoria
Martín Hidalgo ha jugado en los clubes peruanos Defensor Lima,  Sporting Cristal, Alianza Lima, Melgar y Cienciano. Fuera de su país natal lo hizo en clubes de Argentina, Brasil, España, Paraguay, Rusia y Venezuela.
Surgido de las divisiones menores del Sporting Cristal, Hidalgo debuta en la Primera División en Defensor Lima, club al que fue cedido por la institución rimense, a la que regresaría el año 1995. Hidalgo juega su primera Copa Libertadores de América con el equipo celeste llegando hasta cuartos de final, y a fines de ese año obtiene su primer título nacional con el equipo en un partido jugado ante Alianza Lima en el Estadio Nacional. El año 1996 obtiene su segundo título con la celeste. El domingo 27 de octubre, bajo la conducción técnica de Sergio Markarián, se consagra tricampeón nacional con el Sporting Cristal.
Al año siguiente jugaría su tercera Copa Libertadores de América con el equipo celeste, donde logró la mejor actuación de un equipo peruano en la Copa Libertadores de América con el Subcampeonato, Hidalgo tuvo grandes actuaciones en las primeras etapas de este torneo donde jugaría hasta los cuartos de final ya que a mediados ese año 97 emigra a España.
El año 1999 regresa al Sporting Cristal hasta el año 2001, luego juega en Argentina, Rusia y Paraguay. El 5 de septiembre de 2002 es anunciado como nuevo jugador de Colón de Santa Fe, al cual se incorpora a préstamo por un año.
En 2003 es fichado por el club ruso Saturn, donde no tiene continuidad, es prestado el 2004 al Alianza Lima, como refuerzo para la Copa Libertadores de América, logrando el campeonato nacional tras derrotar a Sporting Cristal en la final. El 2005 regresa al Saturn, donde siguió sin tener oportunidades. Su desvinculación no tardó y fichó por Inter de Porto Alegre, equipo con el que se coronaría como campeón del Mundial de Clubes el año 2006.
Al año siguiente ficha por el Grêmio de Porto Alegre con el club consigue clasificar a la Copa Sudamericana 2008. Volvería el 2008 a jugar por Alianza Lima en otro año que el cuadro íntimo quedó tempranamente lejos de la pelea por el título. Para el 2009, el Deportivo Táchira venezolano anunciaría su fichaje.
La etapa final de su carrera la jugó en equipos de provincia como FBC Melgar, Cienciano y Los Caimanes, equipo de segunda división con el que conseguiría el ascenso. Tras el título, Hidalgo pondría fin a su carrera como futbolista.
Con la Selección Peruana disputó las Copas América de 1997 y 2001. Así como numerosos partidos de eliminatorias mundialistas.
Actualmente dirige una academia de fútbol y estudia gerencia deportiva. También incursionó en la política como candidato a la alcaldía de La Perla.

## Clubes
| Título            | Club      | País        |
| ----------------- | --------- | ----------- |
| Defensor Lima     | Perú      | 1994        |
| Sporting Cristal  | Perú      | 1995 - 1997 |
| Las Palmas        | España    | 1997 - 1999 |
| Sporting Cristal  | Perú      | 1999 - 2001 |
| Vélez Sársfield   | Argentina | 2001 - 2003 |
| Colón de Santa Fe | Argentina | 2003        |
| Saturn            | Rusia     | 2003        |
| Alianza Lima      | Perú      | 2004        |
| Saturn            | Rusia     | 2005        |
| Libertad          | Paraguay  | 2005 - 2006 |
| Internacional     | Brasil    | 2006 - 2007 |
| Grêmio            | Brasil    | 2007 - 2008 |
| Alianza Lima      | Perú      | 2008        |
| Deportivo Táchira | Venezuela | 2009        |
| FBC Melgar        | Perú      | 2009        |
| Cienciano         | Perú      | 2010 - 2011 |
| Los Caimanes      | Perú      | 2013        |

## Palmarés

### Campeonatos nacionales
| Título                       | Club             | País     | Año  |
| ---------------------------- | ---------------- | -------- | ---- |
| Campeonato Nacional          | Sporting Cristal | Perú     | 1995 |
| Campeonato Nacional          | Sporting Cristal | Perú     | 1996 |
| Torneo Apertura              | Alianza Lima     | Perú     | 2004 |
| Campeonato Nacional          | Alianza Lima     | Perú     | 2004 |
| Primera División de Paraguay | Libertad         | Paraguay | 2006 |
| Segunda División             | Los Caimanes     | Perú     | 2013 |

### Copas internacionales
| Título                            | Club          | País  | Año  |
| --------------------------------- | ------------- | ----- | ---- |
| Copa Mundial de Clubes de la FIFA | Internacional | Japón | 2006 |